# ルネ・ジラール
ルネ・ジラール（René Girard、1923年12月25日 - 2015年11月4日）は、フランス出身の文芸批評家。アメリカ合衆国のスタンフォード大学やデューク大学で比較文学の教授を務めた。
いわゆるミメーシス（模倣＝擬態）の理論を考案し、欲望のミメーシスな性格の発見によって新しい人類学の基礎を築いた。自身では暴力と宗教の人類学を専門とすると述べている。

## 経歴
著書『文化の起源』の第1部に短い自伝的文章が掲載されている。
ルネ・ジラールには妻と3人の子がいる。フランスのアヴィニョン生まれ。父はアヴィニョンの博物館で学芸員を務めており、反教権的で共和主義者であった。母は女性としてドローム県初のバカロレア取得者となった人物で、カトリックであった。1943年から1947年までパリの国立古文書学校で中世史を学ぶ。
1947年に奨学金を得て渡米。その後アメリカで結婚、研究生活の大半を同地で送る。1950年にインディアナ大学で歴史学の博士号を取得。同大学で文学を教え始める。1957年からジョンズ・ホプキンス大学で教える（1968年まで）。
1961年、初の著書『欲望の現象学―文学の虚偽と真実』を公刊。模倣の人類学的側面について研究し始める。これが供犠の問題につながっていき、彼の代表作『暴力と聖なるもの』（1972年）で論じられることになる。1966年10月に彼が企画参加した国際シンポジウム「批評の言語と人文科学」はアメリカ合衆国に構造主義を紹介する上で大きな役割を果たした。シンポジウムの出席者にはロラン・バルト、ジャック・デリダ、ジャック・ラカンらがいた。
1968年にバッファローのニューヨーク州立大学に移籍し、1975年に再びジョンズ・ホプキンス大学に戻る。ミシェル・セールと知り合い、共同研究をおこなう。『世の初めから隠されていること』の構想を開始したのは1971年のことであり、『暴力と聖なるもの』が刊行される以前であった。『暴力と聖なるもの』は比較的評判が悪く、自分の意見を理解してもらう難しさを痛感したという。ジャン＝ミシェル・ウグルリヤンとギー・ルフォールというフランスの2人の精神科医の協力を得て『世の初めから隠されていること』が完成したのは1977年夏のことであった。この著作の評判は一般には良好だったが、学会からは酷評を受けた。
1980年以降スタンフォード大学に在職。1995年に退職して大学での教育活動を終えて後も同地に居住し、ジャン・ピエール・デュピュイと共に「学際研究プログラム」を指揮し、たくさんのシンポジウムの運営に当たっている。1990年メディシス賞随筆（評論）部門受賞。
2005年3月17日、カレ神父（2004年1月15日死去）の後任としてアカデミー・フランセーズ会員に選出される（座席番号37番）。アカデミー会員としての初会合は2005年12月15日。
2015年11月4日、カリフォルニア州の自宅で亡くなった。

## 邦訳著書
- Mensonge romantique et Vérité romanesque, (Grasset, 1961).
『欲望の現象学 ― ロマンティークの虚偽とロマネスクの真実』古田幸男訳、法政大学出版局（各・叢書・ウニベルシタス）、1971年、新装版2010年
- Dostoïevski: du double à l’unité, (Plon, 1963). (repris dans Critique dans un souterrain en 1976).
『ドストエフスキー ― 二重性から単一性へ』鈴木晶訳、法政大学出版局、1983年
- La Violence et le Sacré, (Grasset, 1972).
『暴力と聖なるもの』古田幸男訳、法政大学出版局、1982年、新装版2012年
- Critique dans un souterrain, (Éditions l'Age d'homme, 1976).
『地下室の批評家』織田年和訳、白水社、1984年、新装版2007年
- Des choses cachées depuis la fondation du monde, (Grasset, 1978). [Recherches associant à l'auteur Jean-Michel Oughourlian et Guy Lefort].
『世の初めから隠されていること』小池健男訳、法政大学出版局、1984年、新装版2015年
- To Double Business Bound: Essays on Literature, Mimesis, and Anthropology, (Johns Hopkins University Press, 1978).
『ミメーシスの文学と人類学：ふたつの立場に縛られて』浅野敏夫訳、法政大学出版局、1985年
- Le Bouc émissaire, (Grasset, 1982).
『身代りの山羊』織田年和、富永茂樹訳、法政大学出版局、1985年、新装版2010年
- La Route antique des hommes pervers, (Grasset, 1985).
『邪な人々の昔の道』小池健男訳、法政大学出版局、1989年
- 『このようなことが起こり始めたら…：ミシェル・トゥルゲとの対話』小池健男・住谷在昶訳、法政大学出版局、1997年
- Shakespeare: les feux de l'envie, （Grasset, 1990).
『羨望の炎 ― シェイクスピアと欲望の劇場』小林昌夫、田口孝夫訳、法政大学出版局、1999年 - メディシス賞随筆（評論）部門
- Je vois Satan tomber comme l'éclair, (Grasset, 1999).
『サタンが稲妻のように落ちるのが見える』岩切正一郎訳、新教出版社、2008年
- Celui par qui le scandale arrive, (2001). [comprend trois courts essais et un entretien avec Maria Stella Barberi].
- La Voix méconnue du réel, (2002).
- Le Sacrifice, (2003).
- Les origines de la culture, (Desclée De Brouwer,2004).[entretiens avec Pierpaolo Antonello et João César de Castro Rocha, suivis d’une réponse à Régis Debray concernant les critiques émises par ce dernier dans Le feu sacré (2003)].
『文化の起源 ― 人類と十字架』田母神顯二郎訳、新教出版社、2008年 --- 今日賞
- Mazzu Domenica, Politiques de Caïn: En dialogue avec René Girard, (Desclee De Brouwer, 2004)
『カインのポリティック ― ルネ・ジラールとの対話』ドメーニカ・マッツ共著、内藤雅文訳、法政大学出版局、2008年
- Dieu, une invention ?, avec André Gounelle et Alain Houziaux, (2007).
- De la violence à la divinité, (2007).
- La Conversion de l'art, (2008). [est accompagné d'un DVD].
- Anorexie et désir mimétique, (2008.
- Christianisme et modernité, avec Gianni Vattimo, (2009).
- Géométries du désir, (2011).

## 研究
- 『ジラールと悪の問題』古田幸男ほか訳、法政大学出版局、1986年
- クリスティーヌ・オルスィニ『ルネ・ジラール』末永絵里子訳、白水社・文庫クセジュ、2023年